# Johannes Johansson i Mjöbäck

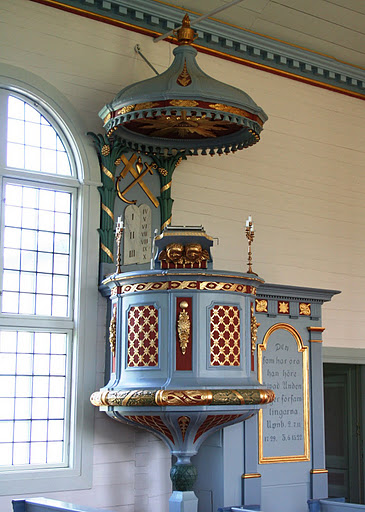
Predikstol i Mjöbäcks kyrka

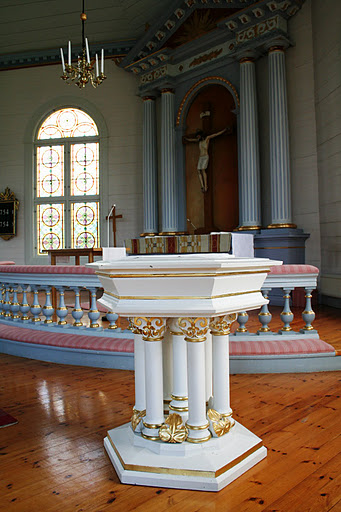
Dopfunt i Mjöbäcks kyrka tillverkad av Carl-Johan Johansson

Johannes Johansson, född 28 maj 1821 i Tokabo, Mjöbäcks socken, Älvsborgs län, död där 7 juli 1881, var en bildhuggare från Mjöbäck i Västergötland. 
Johannes Johansson kallades även Johannes Johansson i Tokabo. Han gjorde ett stort antal utsmyckningar i kyrkor i sydvästra Sverige. Han lärdes upp av sin far, bildhuggaren Johannes Andersson i Mjöbäck. Johannes Johansson höll även i den omfattande brevkorrespondens som fördes åt fadern Johannes Andersson i Ölsbo, vid beställning och tillverkning av kyrkoinredningar. Dessutom hjälptes far och son åt med många av de kyrkoinredningar som utfördes. Efter faderns död tog han över verksamheten som då flyttades från Ölsbo till morföräldrarnas hem i Tokabo. Där hade Johannes Johansson varit bosatt med sin fru sedan de gift sig 1845. Han tillverkade tio predikstolar och nio altaruppsatser på egen hand. 
Sonen Carl-Johan Johansson (1861-1934) fortsatte med trähantverk. Carl Johan Johansson var en mycket duktig finsnickare i tredje generationen och har gjort många mycket vackra möbler och golvur. Dopfunten i Mjöbäcks kyrka är ett av hans bidrag. 
Utöver hantverket som träsnidare drev de alla tre sina gårdar. 

## Offentliga verk i urval
- Mjöbäcks kyrka, 1855 predikstol och altaruppsats
- Värö kyrka, 1855 altaruppsats
- Skrea kyrka, 1856 predikstol och altaruppsats
- Grimmareds kyrka, 1862 predikstol och altaruppsats
- Gällareds kyrka, 1862 predikstol och altaruppsats
- Kungsbacka kyrka, 1864 predikstol
- Släps kyrka, 1864 predikstol
- Frillesås kyrka, 1865 predikstol och altaruppsats (altarskrank?)
- Gunnarps kyrka, 1866 predikstol och altaruppsats
- Asige kyrka, 1867 predikstol och altaruppsats
- Stråvalla kyrka, 1872 predikstol och altaruppsats
- Årstads kyrka, 1873  altarring
- Sällstorps kyrka, 1880 predikstol och altaruppsats